# 8301 Haseyuji
8301 Haseyuji este un asteroid din centura principală de asteroizi.

## Descriere
8301 Haseyuji este un asteroid din centura principală de asteroizi. A fost descoperit pe 30 ianuarie 1995 la Ōizumi de Takao Kobayashi. El prezintă o orbită caracterizată de o semiaxă mare de 2,33 ua, o excentricitate de 0,10 și o înclinație de 3,7° în raport cu ecliptica.